# 高木尋士
高木尋士（たかき ひろし、1967年6月2日 - ）は、日本の劇作家、作曲家。オフィス再生代表。山口県生まれ。

## 略歴
1985年 - 上京。専門学校ESPギター製作学院卒。
1986年 - 「劇団太郎」を結成。その後、音響家として、月蝕歌劇団やハウス食品ミュージカルなど、国内外で多くの舞台に携わる。
1997年 - 劇団「アプラオス」に座付き作家として参加。
2003年、第14回テアトロ新人戯曲賞で、『戦闘、開始』が最終選考作品に選ばれる。
2001年 - 「エゴイスティック・サロン」（演出・本田圭）旗揚げに参加。
2006年 - 「劇団再生」結成。劇作や演出（照準機関と呼称される）を担当する。
戯曲『絵の中の「荒野」』が出版され、国際ブックフェア2006に推薦出展され、新日本文芸協会戯曲賞を受賞する。
2012年 - 劇団再生が組織替えにより、「オフィス再生」となる。
2010年 - 『スーザンナ・マルガレータ・ブラント』がテアトロ新人戯曲賞最終選考作品に選ばれる。
主催公演以外に、有末剛の緊縛公演、山口椿との共作、劇団APB-Tokyoの舞台音楽など、多くの舞台作品に携わる。
2007年から、鈴木邦男と毎年「読書対談」を行っている。鈴木邦男は、高木尋士のことを「平成の読書王」と呼んでいた。また、全作家協会理事陽羅義光は、高木尋士を「日本のアルトー」と呼んだ。
2010年から、「読書代行」を行っている。読書代行として、「たけしのニッポンのミカタ！SP～ここまで来た！これがニッポンの新ジョーシキ！？」（2011年10月7日放送）、「嵐にしやがれ～二宮和也「家から一歩も出ない」シリーズ第3弾～」（2017年7月29日放送）などに出演。

## 作品

### 脚本

#### 劇団太郎
- ジョーカーの孤独（1987年）
- 熱風の戦術（1988年）

#### アプラオス
- 罪と罰と死と乙女（1997年）
- 風のふく夜（1998年）
- 訪れるもの（2000年）
- 戦闘、開始（2001年） - 日本劇作家協会新人戯曲賞　最終選考作品
- 天切り松、闇がたり（2001年、エゴイスティック・サロン） - 浅田次郎原作
- 誘惑の夜～タナトス～（2002年）
- IZOBEL PLAY（原作：マーク・トウェイン）（2002年、エゴイスティック・サロン）
- 予言者（2003年）
- 四元数の月～或る少女の死から～ コスモス文学新人賞受賞（2003年）
- 白と黒の果てに（2004年）
- 罪と罰と死と乙女―改訂版―（2004年）
- 月天（2005年）
- 絵の中の『荒野』（2005年）
- 七年宇宙即身仏（2006年）
- 泣き燕逆刃拵え（2007年）

#### 劇団再生
- 天皇ごっこ～母と息子の囚人狂時代～（2007年）
- 天皇ごっこ～思想ちゃんと病ちゃんと～（2008年）
- Symphony#09・罪と罰、マジで大迷惑！（2008年）
- スーザンナ・マルガレータ・ブラント（2008年）
- 詞篇・レプリカ少女譚（2009年）
- 雨の起源～天皇ごっこ～（2009年）
- 天皇ごっこ～調律の帝国～（2009年）
- 空の起源～天皇ごっこ～（2009年）
- 演劇機関説・空の篇
- 見沢知廉・男・46歳・小説家（2010年）
- 交響劇第二番嬰イ短調（2011年）
- 天皇ごっこ～蒼白の馬上1978326～（2011年）

#### オフィス再生
- 青春の墓標～盗まれた革命～（2012年）
- 正義の人びと　～神の裁きと訣別するための残酷劇～（2008年）
- 暗室の窃視者（2013年）
- 読書劇『二十歳の原点』（2013年）
- 読書劇『テロならできるぜ』（2013年）
- スーザンナ・マルガレータ・ブラント（2014年）
- 読書劇『二十歳の原点』（2014年）
- 読書劇『岸上大作全集全一巻』（2014年）
- 読書劇 『二十歳の原点　2015』（2015年）
- 天皇ごっこ ～母と息子の囚人狂時代～（2015年）
- 読書劇『二十歳の原点　2016』（2016年）
- 正義の人びと（2017年）
- 読書劇『二十歳の原点　2017』（2017年）
- 見沢知廉十三回忌追悼公演『蒼白の馬上～1978326～』（2017年）
- 猶予された者たち（2018年）
- 正義の人びと（2018年）
- 千賀ゆう子のための二十歳の原点（2019年）
- 『誤解』（2021）
- 『正義の人びと』（2022）

#### 脚本・演出作品
- 八十年目の二・二六事件『英霊の聲　ー正気ー』（2015年）
- エロチカ・ジャポネスクVol,14 緊縛パート演出（2015年）
- 詩劇「踊る20世紀」（2016年）
- 言葉を纏ふ　～纏の一　太宰治『燈籠』～（2016年）
- 有末剛 緊縛夜話　第十五夜『盲獣ーあなたの世間に唾を吐くー』（2017年）
- アーチャ語り『親子〜重たいドアをあけて道はでこぼこ〜』（2017年）
- 言葉を纏ふ　～纏の二　太宰治『きりぎりす』～（2018年）
- 有末剛×山口椿『そでのなりふり』（2018年）
- 有末剛緊縛夜話第十九夜 『阿佐谷心中縄の果て』（2019年）
- 有末剛緊縛夜話第二十夜 『令和元年艶怪談』（2019年）
- 有末剛緊縛夜話第二十一夜 『蘇芳香』（2019年）

#### 出演作品
- 『Sans foi ni roi』（2020）

（原作　ピエール・ルイス　／ 翻訳・チェロ　山口椿　／ 朗読　高木尋士）
- 『ロラン・バルト風に　江戸八景戀譯里』（2021）

（作・チェロ　山口椿　／ 朗読　高木尋士）

### 音楽・音響作品
- 月蝕歌劇団
- 昭和精吾事務所
- 演劇実験室@万有引力
- ハウス食品ミュージカル
- 劇団☆A・P・B―Tokyo

## 主著
- 『絵の中の「荒野」』（新日本文芸協会）2006年 ISBN 4434082116
  - 国際ブックフェア2006へ推薦出展作品[6]。
- 『フクロウのいる部屋』（集英社インターナショナル）2013年 ISBN 978-4797672527

## 関連書籍
- 鈴木邦男の読書術―言論派「右」翼の原点（彩流社）2010年 ISBN 978-4779115172
  - 鈴木邦男との対談を収録[7]。
- 見沢知廉獄中作品集　背徳の方程式MとSの磁力
  - 監修・解説。

## 受賞歴
- 2007年 - 新日本文芸協会戯曲賞
  - 絵の中の『荒野』（新日本文芸協会）2006年 ISBN 4434082116
- 2009年 - コスモス文学新人賞入選
  - 「切り株に腰かけ東に向って一本の線を撃つ」
- 2009年 - コスモス文学新人賞
  - 戯曲「四元数の月」